# 李庆思
李庆思（1938年—），山东兖州人，汉族，中华人民共和国政治人物、第十一届全国人民代表大会山东地区代表。
毕业于山东省乡镇企业函授大学经济管理专业，是中共党员。担任山东雪花集团董事长。2008年起担任全国人大代表。